# Auber 93/2009
Deze pagina geeft een overzicht van de Auber 93 wielerploeg in  2009.

## Renners
| Naam              | Geboortedatum | Nationaliteit | Ploeg 2008      |
| ----------------- | ------------- | ------------- | --------------- |
| Fabien Bacquet    | 28-02-1986    | Frankrijk     | Skil-Shimano    |
| Niels Brouzes     | 03-02-1981    | Frankrijk     |                 |
| Morgan Chedhomme  | 22-08-1985    | Frankrijk     |                 |
| Tony Gallopin     | 24-05-1988    | Frankrijk     |                 |
| Nadir Haddou      | 25-10-1983    | Frankrijk     | Neo             |
| Dimitri Le Boulch | 20-02-1989    | Frankrijk     | Neo             |
| Julien Mazet      | 16-03-1981    | Frankrijk     | Astana          |
| Maxime Méderel    | 19-09-1980    | Frankrijk     | Crédit Agricole |
| Johan Mombaerts   | 06-10-1984    | Frankrijk     | Crédit Agricole |
| Jonathan Thiré    | 19-04-1986    | Frankrijk     |                 |
| Stagiaires        |               |               |                 |
| Romain Bacon      |               | Frankrijk     |                 |
| Benoît Drujon     |               | Frankrijk     |                 |
| Guillaume Faucon  |               | Frankrijk     |                 |
| Romain Lemarchand |               | Frankrijk     |                 |

## Belangrijke overwinningen en uitslagen
| Essor Basque 1e etappe: Jonathan Thiré 2e etappe: Johan Mombaerts 3e etappe: Morgan Chedhomme Ronde van Normandië Proloog (IT): Morgan Chedhomme 3e etappe: Fabien Bacquet Route du Sud 4e etappe: Johan Mombaerts |

1994 · 1995 · 1996 · 1997 · 1998 · 1999 · 2000 · 2001 · 2002 · 2003 · 2004 · 2005 · 2006 · 2007 · 2008 · 2009 · 2010 · 2011 · 2012 · 2013 · 2014 · 2015 · 2016